# Dead End Street
 (mai 2025).
Singles de The Kinks
Sunny Afternoon
(1966) Waterloo Sunset
(1967)
Dead End Street est une chanson des Kinks, parue en single en 1966 et classée 5e au Royaume-Uni et seulement 73e aux États-Unis. Elle a depuis été rééditée dans les bonus de l'album Face to Face. Elle décrit la misère des habitants d'une petite rue délabrée, sans perspectives d'avenir, un thème fréquent dans les chansons écrites par Ray Davies.

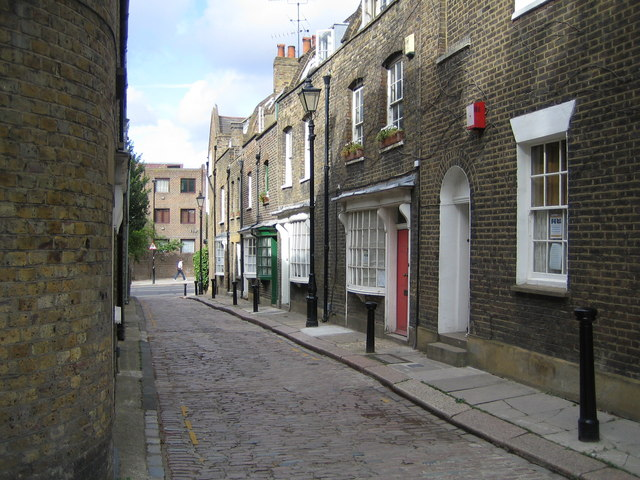
Little Green Street

Un clip de Dead End Street a été tourné en 1966 dans Little Green Street, une petite allée du XVIIIe siècle dans Kentish Town. Les membres des Kinks y interprètent des croque-morts, ce que la BBC trouva de mauvais goût selon Dave Davies.